# Раздольное (Тамбовский район)
В Амурской области также есть сёла Раздольное в Мазановском районе и Раздольное в Шимановском районе.
Раздо́льное — село в Тамбовском районе Амурской области, Россия. Административный центр Раздольненского сельсовета.

## География
Село Раздольное находится в 20 км к юго-западу от районного центра Тамбовского района села Тамбовка, в 5 км севернее находится село Лермонтовка.
От села Раздольное на юго-восток идёт дорога к селу Рощино, на юг — к селу Гильчин, а на запад — к селу Куропатино.

## История
Первые поселенцы на землях будущего села Раздольное появились в конце XIX века. В 1878 году сыновья богача Давида Панова из Благовещенска поселились на этих землях. Дворы Пановых Сергея и Петра Давыдовича возникли из заимок. Поблизости в 1880 году построил свою заимку Панов Михаил Тимофеевич. С 1900 году на территории села начало заселяться семейство Болотиных.
До появления здесь первых поселенцев земли села были заняты лугами и рощами, свободная и плодородная земля привлекла сюда людей, первопоселенцам жилось вольно. Сосланный властями за малаканскую веру на Дальний Восток богатый помещик Дмитрий Прокопьевич Хлыстов, прибыв на эти земли, назвал село Раздольным.
С 1913 года в селе начали селиться работники купцов Шпинева, Болотина, Козлова, Быкова, Истомина. Их хозяева проживали в Благовещенске, где владели магазинами, в селе они держали скот. К 1917 году в Раздольном насчитывалось 9 дворов, в них проживали 27 человек.
В 1920 году в селе открылась начальная школа, сначала в ней обучались до 10 учеников. Село росло, строились новые дома. В 1923 году количество дворов достигло 35, а население — 279 человек, а уже через год, в 1924 году, в Раздольном было уже 54 двора и 321 житель. Село заселялось молодежью, демобилизовавшимися военными с Первой мировой войны. Среди созданных 1930—1934 годах в Амурской области 20 колхозов одним являлся колхоз «Партизан» в селе Раздольное.

## Население
| 2002  | 2010  | 2012  | 2013  | 2014  | 2015  | 2016  |
| ----- | ----- | ----- | ----- | ----- | ----- | ----- |
| 2088  | ↘1868 | ↘1830 | ↘1812 | ↘1810 | ↘1786 | ↗1789 |
| 2017  | 2018  | 2021  |       |       |       |       |
| ↘1772 | ↘1750 | ↗1859 |       |       |       |       |

## Инфраструктура
Сельскохозяйственные предприятия Тамбовского района.